# Lamborghini Reventón
Lamborghini Reventón — це спорткари створені спеціалістами фірми Lamborghini і виготовляються з 2008 року.
Це найпотужніший і найдорожчий Lamborghini для доріг загального користування. Він коштує приблизно мільйон євро (US $1,5 мільйона). В офіційному прес релізі сказано, що тільки 20 автомобілів буде вироблено для публіки і один (маркірований як 0/20) для музею Lamborghini.

## Походження назви

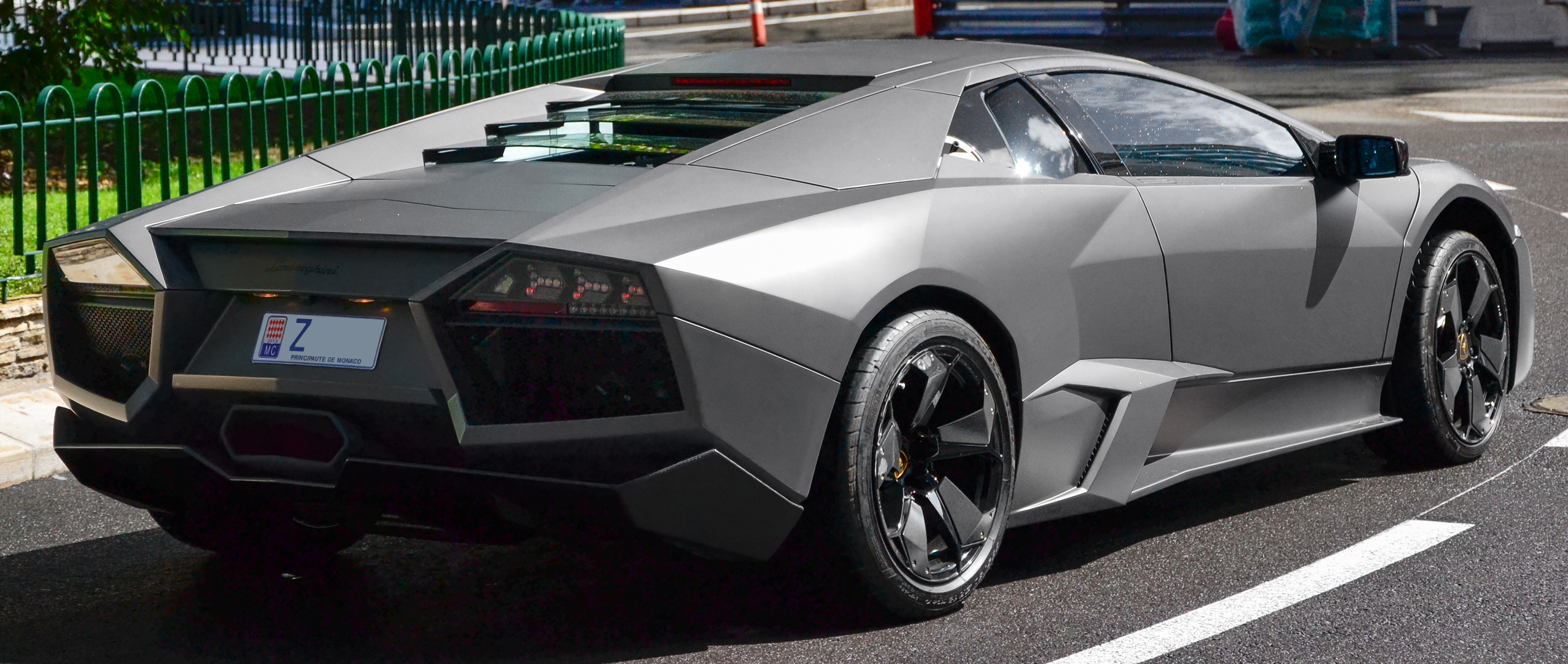
Lamborghini Reventon

Дана модель Lamborghini традиційно названа на честь бика. Reventon в 1943 році вбив на кориді тореадора Фелікса Гузмана (Felix Guzman).

## Характеристики
В Reventón-і використовується злегка модифікована версія двигуна від Murciélago LP640 6,5 л, V12, що видає 650 к.с. (480 кВт). Згідно з офіційними заявами, Reventón розганяється до 100 км/год за 3,4 с, максимальна швидкість становить 340 км/год. Максимальна швидкість, котру в реальності вдалося отримати (використовуючи показання вбудованого спідометра) — 356 км/год.

## Lamborghini Reventon Roadster

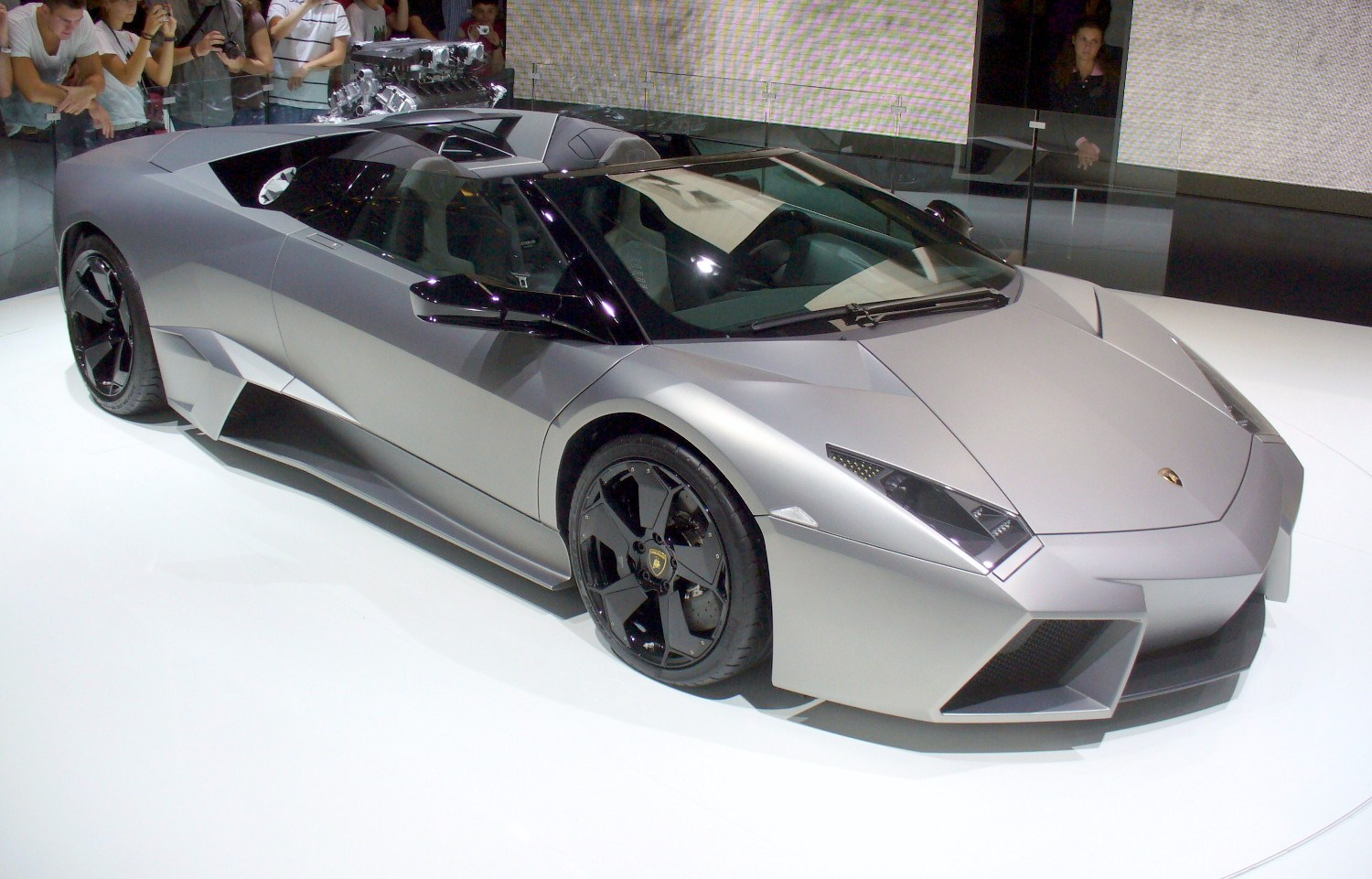
Lamborghini Reventon Roadster

У 2009 році на Франкфуртському автосалоні компанія Lamborghini офіційно представила нову, відкриту версію купе Lamborghini Reventon. Нова модель має двигун потужністю 650 к.с. Максимальна швидкість автомобіля становить 350 км/год, а розгін з 0 до 100 км/год становить 3,3 секунди. Новинка коштувала приблизно 1,1 мільйона євро-1,7 мільйона доларів.